# 天主教赫爾辛基教區
天主教赫爾辛基教區（拉丁語：Dioecesis Helsinkiensis）是羅馬天主教的一個教區，包括芬蘭全國。
座堂位於首都赫爾辛基的聖亨利主教座堂。2011年，有11,874名教友，估轄區總人口0.2%。有8個堂區、20名司鐸、1名終身執事、8名修士、32名修女。教區為斯堪地那維亞主教團成員。
教區主教現時出缺，榮休主教為泰姆·西波。
天主教在宗教改革期間被廢除，直至1920年6月8日才建立代牧區，1955年2月25日升為直屬聖座的教區。

## 堂區
- 赫爾辛基（聖亨利、聖瑪利亞）
- 圖爾庫（聖畢哲暨真福赫明）
- 坦佩雷（聖十字架）
- 科沃拉（聖烏蘇拉）
- 于韋斯屈萊（聖奧拉夫）
- 奧盧（聖家）
- 库奥皮奥（圣约瑟夫）